# Аро (Атлантски Пиринеји)
Аро (фр. Araux) насеље је и општина у југозападној Француској у региону Аквитанија, у департману Атлантски Пиринеји која припада префектури Олорон Сен Мари.
По подацима из 2011. године у општини је живело 132 становника, а густина насељености је износила 24,44 становника/km². Општина се простире на површини од 5,40 km². Налази се на средњој надморској висини од 120 метара (максималној 188 m, а минималној 98 m).

## Демографија
| 1962. | 1968. | 1975. | 1982. | 1990. | 1999. | 2011. |
| ----- | ----- | ----- | ----- | ----- | ----- | ----- |
| 115   | 115   | 109   | 123   | 110   | 115   | 132   |

График промене броја становника у току последњих година